# 凱倫·白列森
凱倫·馮·白列森-菲內克男爵夫人（丹麥語：Baronesse Karen von Blixen-Finecke；1885年4月17日—1962年9月7日），筆名伊莎·丹尼森（Isak Dinesen），又譯丁納蓀，丹麥著名的现代作家，寫作上使用丹麥語、法語、英語，但主要以英語寫作再譯為母语。成名作《七个奇幻的故事》。
白列森出生于北西兰岛Rungstedlund的一个人丁兴旺的富裕家庭，她有四个兄弟姐妹，两个姐姐和两个弟弟。从小由于家境富足，他们一直接受的是私立教育，家里聘请了家庭教师，也有仆人和园丁。她十岁的时候，家里发生了重大变故，父亲自杀了。但在母亲和外祖母的精心照顾下，凯伦还是度过了这一困难时期，童年总体说来还算是幸福的。1912年她和表兄馮·白列森-菲尼克男爵订婚，并于1914年结婚并移居到东非肯尼亚。1925年受经济危机影响两人离婚。
白列森曾居住在東非的肯尼亞，其生平故事被拍攝成電影，獲1985年奧斯卡金像獎最佳影片。其作品《芭比的盛宴》（Babette's Feast）也拍攝成同名電影，獲得1987年奧斯卡金像獎最佳外國影片。
丹尼森多次被提名諾貝爾文學獎，其中於1959年更一度被宣布獲獎，但諾貝爾獎委員會卻把獎頒給意大利作家萨尔瓦托雷·夸西莫多，原因竟是「太多北歐地區人士獲獎」。最終丹尼森於1962年逝世，終年77歲，永遠無緣諾貝爾獎。1954年文學獎得主歐內斯特·海明威於授獎時曾說：「如果把此獎頒給美麗的丹尼森女士，我會更高興。」